# UFC Fight Night: Condit vs. Alves
UFC Fight Night: Condit vs. Alves (también conocido como UFC Fight Night 67) fue un evento de artes marciales mixtas celebrado por Ultimate Fighting Championship el 30 de mayo de 2015 en el Goiânia Arena, en Goiânia, Brasil.

## Historia
El evento estelar contó con el combate de peso wélter entre Carlos Condit y Thiago Alves.

## Resultados
1. ↑  Originalmente victoria por sumisión (triangle choke) para Jason. Resultado cambiado a Sin resultado al dar Jason positivo por sustancias prohibidas.

## Premios extra
Cada peleador recibió un bono de $50,000.
- Pelea de la Noche: Nik Lentz vs. Charles Oliveira
- Actuación de la Noche: Charles Oliveira y Rony Jason*

*A Jason se le canceló el bono por haber dado positivo por sustancias prohibidas.